# District de La Rochefoucauld
Le district de La Rochefoucauld est une ancienne division territoriale française du département de la Charente de 1790 à 1795.
Il était composé des cantons de La Rochefoucauld, Cellefroin, Chasseneuil, Jauldes, Marton, Montambœuf, Montbron et Saint Amand de Boixe.